# She's So High
She's So High è un singolo del gruppo musicale inglese Blur, estratto dall'album Leisure e pubblicato nel 1990.

## Tracce
7" e Cassetta
1. She's So High (edit) – 3:49
2. I Know – 3:31

12"
1. She's So High (edit) - 3:49
2. Sing – 6:00
3. I Know (Extended) – 6:29

CD
1. She's So High (edit) - 3:49
2. I Know (Extended) - 6:29
3. Down - 5:56

## Classifiche
| Classifica (1990) | Posizione massima |
| ----------------- | ----------------- |
| Regno Unito       | 48                |